# ماريو رونكو، الابن
ماريو رونكو، الابن (بالإنجليزية: Mario Runco Jr.)‏ (و. 1952 – م) هو ضابط، ورائد فضاء، وفيزيائي، وعالم أرصاد من الولايات المتحدة الأمريكية . ولد في مدينة نيويورك .

## ريادة الفضاء
شارك في المهمات الفضائية:
- STS-77[2]
- STS-54[2]
- STS-44.[2]

## التعليم
تعلم في City College of New York، وجامعة روتجرز

## الخدمة العسكرية
خدم في بحرية الولايات المتحدة.